# Дует Ша-Ша
„Ша-Ша“ е българска музикална група.

## Биография
Създадена през 2009 г. като дует „Ша-Ша“ от певицата Гергана Добрева и китариста Светослав Колев-Цвъри, групата се определя от самите музиканти като пауър група в минимъл формат. Името им идва от „шашав“, „шантав“.
Стила на групата те сами определят като рокендрол кабаре, в което съчетават блус, фънк, рок, джаз и пънк. В него има както много рокендрол, така и силно застъпен театрален, пърформънс елемент, и оттам – кабаре.
Гергана Добрева е завършила поп и джаз пеене в класа на доцент Ангел Заберски в Нов Български Университет. Тя е и поетът и текстописец на групата. Темите в песните ѝ са разнообразни, понякога драматично женски, понякога откровено забавни, семейни, екологични, дори философски – с голяма доза самоирония. Гергана е и поддържащата ритъм китара. Участвала е в много различни проекти, била е конферансие на музикални събития. Има опит като автор на текстове и музика за други изпълнители.
Светослав Колев-Цвъри е един от „последните китарни герои в българския рок“. Създател и участник в групите Импулс и Акцент. Свирил е епизодично с Ахат, Стенли, КГБ (Кольо Гилън Бенд), Георги Минчев, PIF, Арабел Караян, Мери Бойс Бенд, Стефан Вълдобрев. Участвал в над десет години история в Подуене блус бенд като соло китарист заедно с Васко Кръпката, Веселин Веселинов - Еко, Васил Пармаков, Иван Лечев, Камен Кацата, Ники Драгнев, Стунджи Янкулов, които са също част от музикантите, участвали в групата през годините. Утвърдил се е на сцената на модерната българска музика като съосновател на нашумялата през 2000 година поп-група Undo. Записвал е в две продукции с музикантите от ТОТО Джоузеф Уилямс и Саймън Филипс. Участвал е в албум на Supermax.
От лятото на 2012 г. към групата се присъединява басистът Доменико Форнари – италианец, който живее в България, и често се включва в клубните изяви на дуета. Той участва и в записи от третия им албум „Вятър и Мъгла“. 

## Дискография
„Ша-Ша“ са записали 4 албума с авторска музика. Композират и продуцират сами своите песни. През годините имат много гост-музиканти, утвърдени на българската етно, джаз и поп-рок сцена. С някои от тях свирят на живо, други са участвали в студийните записи на албумите. 
- Нагоре-Надолу (2010)
- Последна гара Вавилон (2012)
- Вятър и мъгла (2014)
- Влакът (2021)

## Репертоар
Изпълняват предимно авторска музика, но понякога включват в програмата си и свои любими рок, джаз или блус класики, които импровизират със собствен маниер. 

## Участия
Участвали са на блус, рок и джаз фестивали в страната и чужбина, като Блусфест в Русе през 2010 г., Макфест в Щип, Македония през 2013 г., на който са поканени и като жури през 2015 г., WrongFest във Войнеговци край София през 2014 г., и др. Ша-Ша са и сред редовните участници в Паничище Рок Фест, който се провежда няколко пъти годишно. Групата има и много клубни участия, прави концерти и камерни представления, и всякакви събития, които дават възможност да се свири хубава авторска музика на живо.
През 2010 г. дует Ша-Ша са поканени от Българското Национално Радио и „Аларма Пънк Джаз“ за първия си радио-концерт. Точно година след това дуото се представя там отново, в серията „Звуково изобразяване на града“, кръстосваща ефира на програма „Христо Ботев“ на БНР със знаковите места за култура в София. „Аларма Пънк Джаз“ описват концертите на Ша-Ша като "образец за „шоу на живо“ във времената, когато всичко се прави на запис и живата музика и контакт все повече изчезват". Третият концерт на дуета в БНР, посветен на 80-ия юбилей на медията, се провежда в Артсалона на Радио Шумен през 2014 г. През септември 2018 г. Гергана Добрева участва във второто издание на фестивала Sofia Singer Songwriter Fest – международен форум на изпятата поезия, част от Календара на културните събития на Столична община за 2018 г. В него взимат участие изпълнители от България, Великобритания, Ирландия, Македония, Румъния и Унгария.

## Официални клипове
- Няма да ядеш
- Ела с Кака
- За жадните